# 勾配 (ベクトル解析)

二つの図で、白と黒で表されるスカラー場は黒の方が値が高く、対応する勾配は青矢印で表されている。

ベクトル解析におけるスカラー場の勾配（こうばい、英: gradient; グラディエント）は、各点においてそのスカラー場の変化率が最大となる方向への変化率の値を大きさにもつベクトルを対応させるベクトル場である。簡単に言えば、任意の量の空間における変位を、傾きとして表現（例えば図示）することができるが、そこで勾配はこの傾きの向きや傾きのきつさを表している。
ユークリッド空間上の関数の勾配を、別なユークリッド空間に値を持つ写像に対して一般化したものは、ヤコビ行列で与えられる。さらに一般化して、バナッハ空間から別のバナッハ空間への写像の勾配をフレシェ微分を通じて定義することができる。

## 解釈

2 変数関数 の勾配を擬色描画された関数の上の青矢印として描画したもの

一つの部屋を、その部屋の温度を与えるスカラー場 T と考えれば、各点 (x, y, z) における温度を T(x, y, z) と書くことができる（ここでは温度は時間変化を起こさないものと仮定する）。部屋の各点において、T の勾配は最も早く温度が上昇する方向を指し、その大きさはその方向でどれほど早く温度が上昇するかを示している。
点 (x, y) における海抜が H(x, y) であるような曲面を考える。ある点における H の勾配は、その点においてもっとも傾き（縦断勾配）が急峻であるような方向を指すベクトルで、その大きさはその点でのもっとも急峻な傾きの値によって与えられる。
勾配からは、内積を取ることにより、最も変化の大きい方向以外の方向でも、そのスカラー場がどれほど変化するかを知ることができる。
丘陵のもっとも急峻な傾きが 40% とすると、その丘陵を真っ直ぐ上る道の最も急峻な傾きも 40% となるが、代わりに適当な角度をつけて丘陵をぐるりと回る道を行けば、傾きはもっと緩やかになるはずである。
例えば、道と真っ直ぐ坂を上がる方向との間の角度が、水平面に投影して 60° になっていれば、その道の最も急峻な傾きは 20%（40% に 60° の余弦を掛けたもの）になるはずである。
この考察を数学的に述べると以下のようになる。丘陵の高さを表す関数 H が微分可能であるものとすれば、H の勾配に単位ベクトルとの内積をとれば、そのベクトルの方向への丘陵の傾きが得られる。もう少し形式的に書くと、H が可微分であるとき、H の勾配と与えられた単位ベクトルとの内積は、その単位ベクトルの方向への H の方向微分に等しい。

## 定義

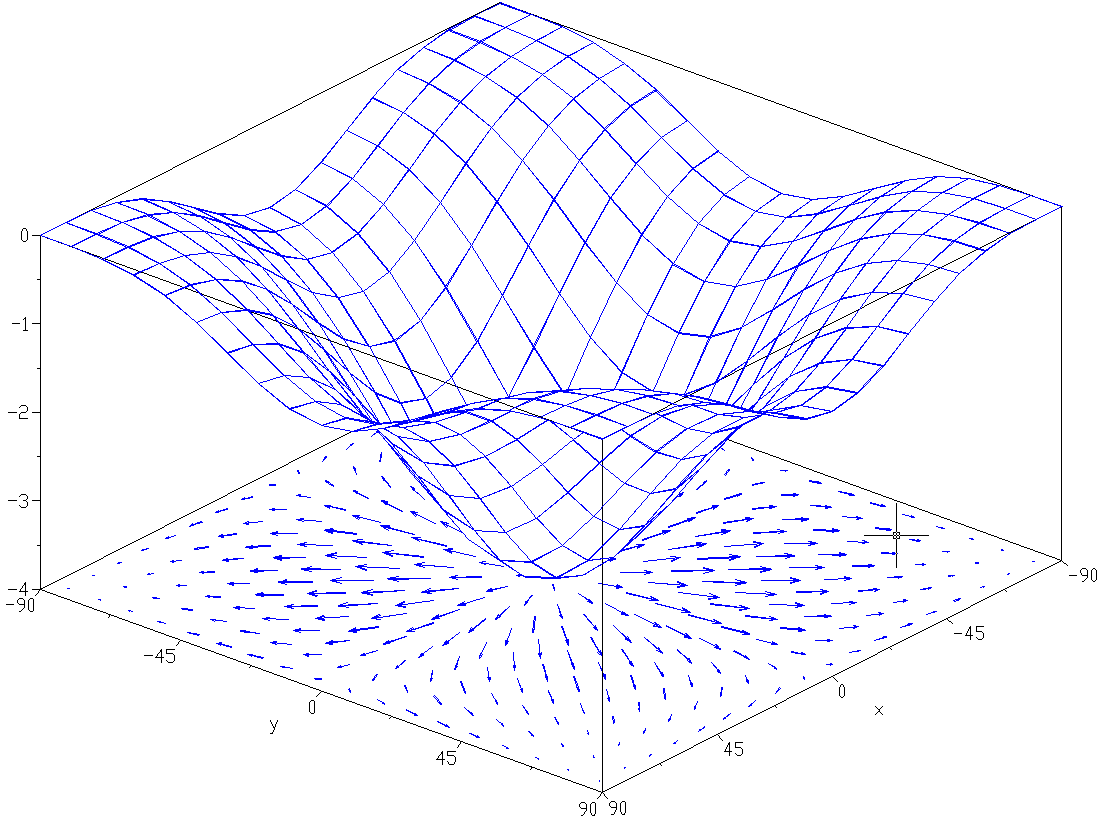
関数 f(x, y) = −(cos^{2}x + cos^{2}y)^{2} の勾配を、底面に射影したベクトル場として描いたもの

スカラー関数 f (x1, x2, x3, ..., xn) の勾配（勾配ベクトル場）は、ベクトル微分作用素 ∇（ナブラ記号）を用いて、∇ f あるいは ∇→ f と書かれる。勾配を grad f と書くことも広く行われている。
f の勾配 ∇ f とは、各点 x において任意の空間ベクトル v とのドット積が f の v に沿う方向微分に一致するベクトル場として一意的に定義される。式で書けば、勾配は
{\displaystyle (\nabla f(x))\cdot \mathbf {v} =D_{\mathbf {v} }f(x)}
で決定されるということである。直交座標系において、勾配は成分が f の偏微分で与えられるベクトル場
{\displaystyle \nabla f={\frac {\partial f}{\partial x_{1}}}\mathbf {e} _{1}+\cdots +{\frac {\partial f}{\partial x_{n}}}\mathbf {e} _{n}}
である。ただし、ei はこの座標系の目地を描く直交単位ベクトルである。
関数が例えば時間のようなパラメータにも依存する場合、その勾配とは単に空間成分の微分のみからなるベクトルを指すことも多い。
三次元デカルト座標系においてこれは、i, j, k を基本単位ベクトルとして
{\displaystyle {\frac {\partial f}{\partial x}}\mathbf {i} +{\frac {\partial f}{\partial y}}\mathbf {j} +{\frac {\partial f}{\partial z}}\mathbf {k} }
と書ける。例えば関数 f (x, y, z) = 2x + 3y2 − sin(z) の勾配は ∇f = 2i + 6yj − cos(z)k となる。
応用に際して、勾配をその直交座標系に関する成分の成す行ベクトルもしくは列ベクトルとして表示することもある。

## 勾配と全微分の関係

### 写像の線型近似
ユークリッド空間 Rn から R への関数 f の、任意の点 x0 ∈ Rn における勾配は、x0 における f の最適線型近似を特徴づけるものである。即ち、線型近似式は x0 にほど近い x に対して
{\displaystyle f(x)\approx f(x_{0})+(\nabla f)_{x_{0}}\cdot (x-x_{0})}
で与えられる。ここで (∇ f )x0 は x0 における f の勾配であり、中黒は Rn におけるドット積である。この式は f の x0 における多変数テイラー級数展開の最初の 2 項をとったものと同値である。

### 全微分
関数 f: Rn → R の点 x ∈ Rn における最適線型近似は、Rn から R への線型汎関数であり、x における f の微分係数あるいは全微分係数 dfx, Df(x) と呼ばれる。従って勾配は全微分係数との間に
{\displaystyle (\nabla f)_{x}\cdot v=df_{x}(v)\quad (v\in \mathbb {R} ^{n})}
なる関係で結ばれている。x を dfx へ写す関数 df は f の全微分または全導関数と呼ばれ、これを一次微分形式と解釈して f の外微分と見做すこともできる。
Rn を（長さ n で成分が実数値の）列ベクトル全体の成す空間と見るとき、全微分 df を行ベクトル
{\displaystyle df=\left({\frac {\partial f}{\partial x_{1}}},\dots ,{\frac {\partial f}{\partial x_{n}}}\right)}
と見做して、dfx(v) を行列の積で与えることができる。このとき、勾配は列ベクトル 
{\displaystyle \nabla f={}^{t}(df)}
に対応する。

### 微分としての性質
U を Rn の開集合とし、関数 f : U → R がフレシェ微分可能とすると、f の全微分は f のフレシェ導関数であり、従って ∇f は U から空間 R への写像で
{\displaystyle \lim _{h\to 0}{\frac {\|f(x+h)-f(x)-\nabla f(x)\cdot h\|}{\|h\|}}=0}
を満たすものである（中黒はドット積）。
この帰結として、勾配が通常の微分が持つ微分法則を満足することがわかる。
線型性
二つの実数値関数 f, g が点 a ∈ Rn において微分可能で、α, β が実定数であるとき、線型結合 αf + βg は a において微分可能であり、さらに ∇(αf + βg)(a) = α∇f(a) + β∇g(a) を満たすという意味で、勾配は線型である。
積の微分法則
f と g が実数値関数で点 a ∈ Rn において微分可能ならば、それらの積 (fg)(x) = f(x)g(x) は a において微分可能で、∇(fg)(a) = f(a)∇g(a) + g(a)∇f(a) なる積の法則を満たす。
連鎖律
Rn の部分集合 A 上で定義された実数値関数 f : A → R が点 a において微分可能とする。勾配に関する連鎖律には 2 つの形が存在する。
1 つ目は、関数 g を曲線の媒介変数表示、即ち R の部分集合 I から Rn への関数 g : I → Rn とするとき、g が g(c) = a なる I の点 c で微分可能ならば、(f○g)'(c) = ∇f(a) · g'(c) が成立するというもの。ただし ○ は写像の合成である。より一般に、I ⊂ Rk である場合にも ∇(f○g)(c) = t(Dg(c))(∇f(a)) が成立する。ただし t(Dg) は転置関数行列である。
二つ目の連鎖律は、R の部分集合 I 上の実数値関数 h: I → R が f(a) ∈ I なる点において微分可能ならば ∇(h○f)(a) = h'(f(a))∇f(a) というものである。

## 更なる性質と応用

### 等位集合
f が可微分であるとき、点 x における勾配とベクトル v とのドット積 (∇f)x ⋅ v は x における f の v 方向への方向微分を与える。従ってこの場合、f の勾配は f のすべての等位集合と直交する。例えば、三次元空間における等位面は F(x, y, z) = c なる形の方程式で定義され、そして F の勾配はこの面の法線族となる。
より一般に、リーマン多様体に埋め込まれた任意の超曲面は  F(P) = 0（ただし dF は至る所零でない）の形の方程式に表すことができて、F の勾配はこの超曲面の法線族になる。
一点 P において関数 f を考えるとき、この点 P を通る曲面を描き、この曲面上の各点で関数が同じ値を取るものとすれば、この曲面は「等位面」と呼ばれる。

### 保存ベクトル場と勾配定理
関数の勾配を勾配場と呼ぶ。連続勾配場は常に保存場で、任意の積分路に沿った線積分は積分路の端点にのみ依存して決まり、その値は勾配定理（線積分に対する微分積分学の基本定理）で求められる。逆に連続保存ベクトル場は必ずある関数の勾配場として得られる。

## リーマン多様体
リーマン多様体 (M, g) 上の任意の滑らかな関数 f に対し、f の勾配 ∇f とは、任意のベクトル場 X について
{\displaystyle g(\nabla f,X)=\partial _{X}f,\quad {\text{i.e.,}}\quad g_{x}((\nabla f)_{x},X_{x})=(\partial _{X}f)(x)}
を満たすベクトル場を言う。ただし gx( , ) は計量 g の定める x における接ベクトルの内積で、∂Xf（X(f) とも書く）は各点 x ∈ M において X 方向への f の方向微分の x における値をとる関数である。言い換えれば、座標チャート φ において M の開集合から Rn の開集合への写像 (∂Xf)(x) は
{\displaystyle \sum _{j=1}^{n}X^{j}(\varphi (x)){\frac {\partial }{\partial x_{j}}}(f\circ \varphi ^{-1}){\Big |}_{\varphi (x)}}
で与えられる。ここに Xj は、この座標チャートにおける X の第 j 成分を表す。
故にこの勾配の局所形は
{\displaystyle \nabla f=g^{ik}{\frac {\partial f}{\partial x^{k}}}{\frac {\partial }{\partial x^{i}}}}
となる。M = Rn の場合を一般化して、関数の勾配と外微分とを 
{\displaystyle (\partial _{X}f)(x)=df_{x}(X_{x})}
によって関係づけることができる。より細かく言えば、勾配ベクトル場 ∇f は微分一次形式 df と g の定める上げ同型（シャープ） 
{\displaystyle \sharp =\sharp ^{g}\colon T^{*}M\to TM}
を用いて対応付けられる。Rn 上の関数の勾配と外微分との間の関係は、この計量がドット積の与える平坦計量である特別の場合である。

## 円筒座標系および球面座標系での表示
円筒座標系において勾配は
{\displaystyle \nabla f(\rho ,\phi ,z)={\frac {\partial f}{\partial \rho }}\mathbf {e} _{\rho }+{\frac {1}{\rho }}{\frac {\partial f}{\partial \phi }}\mathbf {e} _{\phi }+{\frac {\partial f}{\partial z}}\mathbf {e} _{z}}
で与えられる(Schey 1992, pp. 139–142)。ここで ϕ は方位角、z は軸方向の座標および eρ, eφ, ez は各座標軸方向に沿った単位ベクトルである。
球座標系においては
{\displaystyle \nabla f(r,\theta ,\phi )={\frac {\partial f}{\partial r}}\mathbf {e} _{r}+{\frac {1}{r}}{\frac {\partial f}{\partial \theta }}\mathbf {e} _{\theta }+{\frac {1}{r\sin \theta }}{\frac {\partial f}{\partial \phi }}\mathbf {e} _{\phi }}
となる(Schey 1992, pp. 139–142)。ここに ϕ は方位角で θ は天頂角である。

## ベクトル値関数の勾配
直交座標系において、ベクトル f = (f1, f2, f3) の勾配は
{\displaystyle \nabla \mathbf {f} ={\frac {\partial {{f}_{i}}}{\partial {{x}_{j}}}}{{\mathbf {e} }_{i}}{{\mathbf {e} }_{j}}}
あるいは関数行列
{\displaystyle {\frac {\partial ({{f}_{1}},{{f}_{2}},{{f}_{3}})}{\partial ({{x}_{1}},{{x}_{2}},{{x}_{3}})}}}
で定義される。曲面座標系における勾配にはクリストッフェル記号が現れる。